# Puchar Wysp Owczych w piłce nożnej kobiet (2015)
Puchar Wysp Owczych w piłce nożnej kobeit 2015 – 26. edycja rozgrywek mających na celu wyłonienie zdobywcy Pucharu Wysp Owczych. Tytuł obronił klub KÍ Klaksvík.

## Uczestnicy
| 1. deild kvinnur 2015 5 drużyn                                                                             |
| - AB Argir/B36 Tórshavn - ÍF Fuglafjørður/Víkingur Gøta - EB/Streymur/Skála ÍF - HB Tórshavn - KÍ Klaksvík |

## Terminarz
| Runda              | Data pierwszego meczu | Data drugiego meczu | Uwagi |
| ------------------ | --------------------- | ------------------- | ----- |
| Runda eliminacyjna | 15 marca 2015         | nie rozgrywa się    |       |
| Półfinał           | 13 maja 2015          | 4 czerwca 2015      |       |
| Finał              | 29 sierpnia 2015      | nie rozgrywa się    |       |

## Runda eliminacyjna
| Drużyna 1             | Wynik       | Drużyna 2                     |
| --------------------- | ----------- | ----------------------------- |
| 15 marca 2015         |             |                               |
| AB Argir/B36 Tórshavn | 1:1(k. 2:4) | ÍF Fuglafjørður/Víkingur Gøta |

| 15 marca 2015 | AB Argir/B36 Tórshavn                                                | 1:1 (pd.)               | ÍF Fuglafjørður/Víkingur Gøta                                                                |                                                                      |
| 12:30 WET     | Guðrið Thomsen 86'                                                   | (0:0, 1:1, 1:1, k. 2:4) | 72' Marita á Fríðriksmørk                                                                    | Skansi Arena, Argir Widzów: 57 Sędzia: Áron Sofus Vest (KÍ Klaksvík) |
| 12:30 WET     | 72' Sigrid Petersen                                                  | (0:0, 1:1, 1:1, k. 2:4) |                                                                                              | Skansi Arena, Argir Widzów: 57 Sędzia: Áron Sofus Vest (KÍ Klaksvík) |
| 12:30 WET     | · Hellen Simonsen · Bjarta Johansen · Rakul Johannesen · Elsa Hansen | Rzuty karne             | · Dania Olsen · Sigrid Petersen · Marta Thomsen · Marita á Fríðriksmørk · Kristina Obradović | Skansi Arena, Argir Widzów: 57 Sędzia: Áron Sofus Vest (KÍ Klaksvík) |

## Runda finałowa

### Drabinka
|  |                               |                               |             |             |   |                      |                      |       |
|  | Półfinał                      | Półfinał                      | Półfinał    |             |   | Finał                | Finał                | Finał |
|  | Półfinał                      | Półfinał                      | Półfinał    |             |   | Finał                | Finał                | Finał |
|  | 13.05./04.06.2015             |                               |             |             |   |                      |                      |       |
|  |                               |                               |             |             |   |                      |                      |       |
|  | EB/Streymur/Skála ÍF          | EB/Streymur/Skála ÍF          | 0/4/4       |             |   |                      |                      |       |
|  | EB/Streymur/Skála ÍF          | EB/Streymur/Skála ÍF          | 0/4/4       | 29.08.2015  |   |                      |                      |       |
|  | ÍF Fuglafjørður/Víkingur Gøta | ÍF Fuglafjørður/Víkingur Gøta | 0/1/1       |             |   |                      |                      |       |
|  | ÍF Fuglafjørður/Víkingur Gøta | ÍF Fuglafjørður/Víkingur Gøta | 0/1/1       |             |   | EB/Streymur/Skála ÍF | EB/Streymur/Skála ÍF | 1     |
|  | 13.05./04.06.2015             |                               |             |             |   | EB/Streymur/Skála ÍF | EB/Streymur/Skála ÍF | 1     |
|  |                               |                               | KÍ Klaksvík | KÍ Klaksvík | 2 |                      |                      |       |
|  | KÍ Klaksvík                   | KÍ Klaksvík                   | KÍ Klaksvík | KÍ Klaksvík | 2 | 6/3/9                |                      |       |
|  | KÍ Klaksvík                   | KÍ Klaksvík                   |             |             |   |                      |                      |       |
|  | HB Tórshavn                   | HB Tórshavn                   | 2/4/6       |             |   |                      |                      |       |
|  | HB Tórshavn                   | HB Tórshavn                   | 2/4/6       |             |   |                      |                      |       |

### Półfinały
| Drużyna 1                            | Wynik dwumeczu | Drużyna 2                     | Pierwszy mecz | Drugi mecz |
| ------------------------------------ | -------------- | ----------------------------- | ------------- | ---------- |
| EB/Streymur/Skála ÍF                 | 4–1            | ÍF Fuglafjørður/Víkingur Gøta | 0:0           | 4:1        |
| KÍ Klaksvík                          | 9–6            | HB Tórshavn                   | 6:2           | 3:4        |
| Po lewej gospodarz pierwszego meczu. |                |                               |               |            |

#### Pierwsze mecze
| 13 maja 2015 | EB/Streymur/Skála ÍF | 0:0   | ÍF Fuglafjørður/Víkingur Gøta |                                                                 |
| 19:00 WEST   |                      | (0:0) |                               | við Margáir, Streymnes Widzów: 58 Sędzia: John Ray Ellingsgaard |

| 13 maja 2015 | KÍ Klaksvík | 6:2   | HB Tórshavn             |                                               |
| 19:15 WEST   | Rannvá Andreasen 12', 69', 90' (k.) · Gudny Johannesen 22' · Heidi Sevdal 48' (sam.) · Olga Kristina Hansen 61' | (2:1) | 31', 63' Milja Simonsen | Djúpumýra, Klaksvík Sędzia: Hans Eiler Hammer |

#### Rewanże
| 4 czerwca 2015 | HB Tórshavn                                                               | 4:3   | KÍ Klaksvík                                                          |                                                                           |
| 20:00 WEST     | Erla Christiansen 33' (sam.) · Milja Simonsen 53', 83' · Heidi Sevdal 58' | (1:2) | 5' Olga Kristina Hansen · 31' Sigrid Jacobsen · 57' Gudny Johannesen | Gundadalur (ovari vøllur), Thorshavn Sędzia: Pætur Albinus (B36 Tórshavn) |
| 20:00 WEST     | Bjørt Magnussen 20'                                                       | (1:2) | 19' Ragna Patawary                                                   | Gundadalur (ovari vøllur), Thorshavn Sędzia: Pætur Albinus (B36 Tórshavn) |

| 4 czerwca 2015 | ÍF Fuglafjørður/Víkingur Gøta | 1:4   | EB/Streymur/Skála ÍF                                                                    |                                                                          |
| 20:00 WEST     | Jóhanna Lervig 90+1'          | (0:1) | 26' Durita Hummeland · 59' Fríðrún Danielsen · 66' Kára Djurhuus · 82' Birna Johannesen | Serpugerði, Norðragøta Widzów: 200 Sędzia: Áron Sofus Vest (KÍ Klaksvík) |
| 20:00 WEST     | Kára Jarnskor 84'             | (0:1) | 50' Rakul Magnussen                                                                     | Serpugerði, Norðragøta Widzów: 200 Sędzia: Áron Sofus Vest (KÍ Klaksvík) |

### Finał
| 29 sierpnia 2015 16:45 WEST | EB/Streymur/Skála ÍF · Íðunn Magnussen 76' | 1:2(0:0)Raport | KÍ Klaksvík · 71' Malena Josephsen · 86' (k.) Rannvá Andreasen                                   | Tórsvøllur, Thorshavn Widzów: 412 Sędzia: Bent Tommy Linklett (HB Tórshavn) |
|                             | kartki: · Ansy Sevdal 25'                  |                | kartki: · 72' Ragna Patawary · 72' Rannvá Andreasen · 84' Sigrid Jacobsen · 95' Malena Josephsen |                                                                             |